# Řád růže
Řád růže celým názvem Císařský řád růže (portugalsky: Imperial Ordem da Rosa) byl brazilský rytířský řád založený roku 1829 císařem Petrem I. Brazilským. Od roku 1890 je udílen pouze jako dynastický řád.

## Historie
Řád založil dne 17. října 1829 brazilský císař Petr I. Brazilský na paměť svého sňatku s Amélií de Beauharnais. Autorem návrhu řádu byl Jean-Baptiste Debret, který se při vytváření insignií mohl inspiroval šaty, které měla na sobě Amélie při svém příjezdu do Rio de Janeira, jejími svatebními šaty nebo šaty ve kterých byla vyobrazena na portrétu, který obdržel brazilský císař z Evropy ještě před příjezdem své nastávající manželky.
Řád byl udílen příslušníkům ozbrojených sil i civilistům a to jak občanům Brazílie, tak cizím státním příslušníkům. Udílen byl za věrnost císaři a za služby poskytnuté státu. Od založení řádu do své abdikace v roce 1831 udělil císař Petr. I. pouze 189 těchto vyznamenání. Jeho syn Petr II. Brazilský, který na trůn po otcově abdikaci nastoupil ve věku pěti let, udělil během své vlády řád ve 14284 případech.
Až do roku 1890 byl udílen jako státní řád. Dne 22. března 1890 jej zrušila vláda První Brazilské republiky. Od roku 1889 je tak udílen pouze jako dynastický řád Orleans-Braganzů.

## Třídy
Řád byl udílen v šesti třídách:
- velkokříž (Grã-Cruz) – Držitelé této třídy byli oslovováni jako Excellency (Excelence). Počet žijících držitelů této třídy byl omezen na 16 (8 řádných a 8 čestných členů). Řádový odznak se nosil zavěšený na řádovém řetězu. Řádová hvězda se nosila na hrudi.
- velký hodnostář (Grande Dignitário) – Držitelé této třídy byli oslovováni jako Senhor (Pane). Počet žijících držitelů této třídy byl omezen na 16. Řádový odznak se nosil na široké stuze spadající z ramene na protilehlý bok. Řádová hvězda se nosila na hrudi.
- hodnostář (Dignitário) – Držitelé této třídy byli oslovováni jako Senhor (Pane). Počet žijících držitelů této třídy byl omezen na 32. Řádový odznak se nosil na stuze kolem krku. Řádová hvězda bez koruny se nosila na hrudi.
- komtur (Comendador) – Držitelé této třídy byli oslovováni jako Senhor (Pane). Počet žijících členů řádu od této třídy níže nebyl omezen. Řádový odznak se nosil na stuze kolem krku. Řádová hvězda této třídě již nenáležela.
- důstojník (Oficial) – Držitelé této třídy byli oslovováni jako čestný plukovníku.
- rytíř (Cavaleiro) – Držitelé této třídy byli oslovováni jako čestný kapitáne.

## Insignie
Řádový odznak měl podobu bíle smaltované šesticípé hvězdy se zlatým lemováním s cípy zakončenými zlatými kuličkami. Jednotlivé cípy byly spojeny barevně smaltovanou girlandou z květů růží. Uprostřed byl kulatý medailon s monogramy císařského páru P a A na zlatém pozadí. Na vnějším okraji medailonu byl tmavě modře smaltovaný kruh se zlatým lemováním a zlatým nápisem AMOR E FIDELIDADE. Zadní strana měla shodnou podobu s přední lišila se pouze nápisem v kruhu. Na zadní straně stálo 2. 8. 1829 a PEDRO AND AMÉLIA.
Řádová hvězda ze zlata byla osmicípá a uprostřed byla královská koruna.
Řádový řetěz sestával z 15 článků ve tvaru barevně smaltovaných růží a 15 článků ve tvaru štítků s iniciálami císařského páru A a P.

Stuha byla růžová s dvěma bílými pruhy.

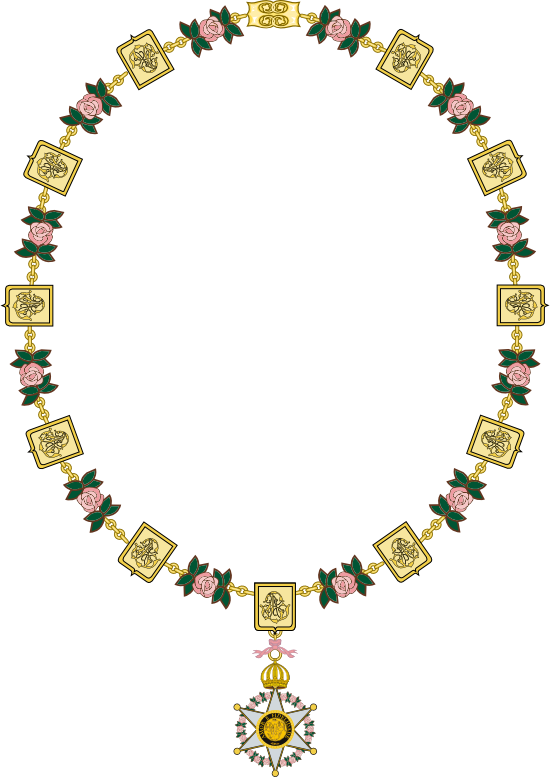
Řádový řetěz
Řád ve třídě velkého hodnostáře
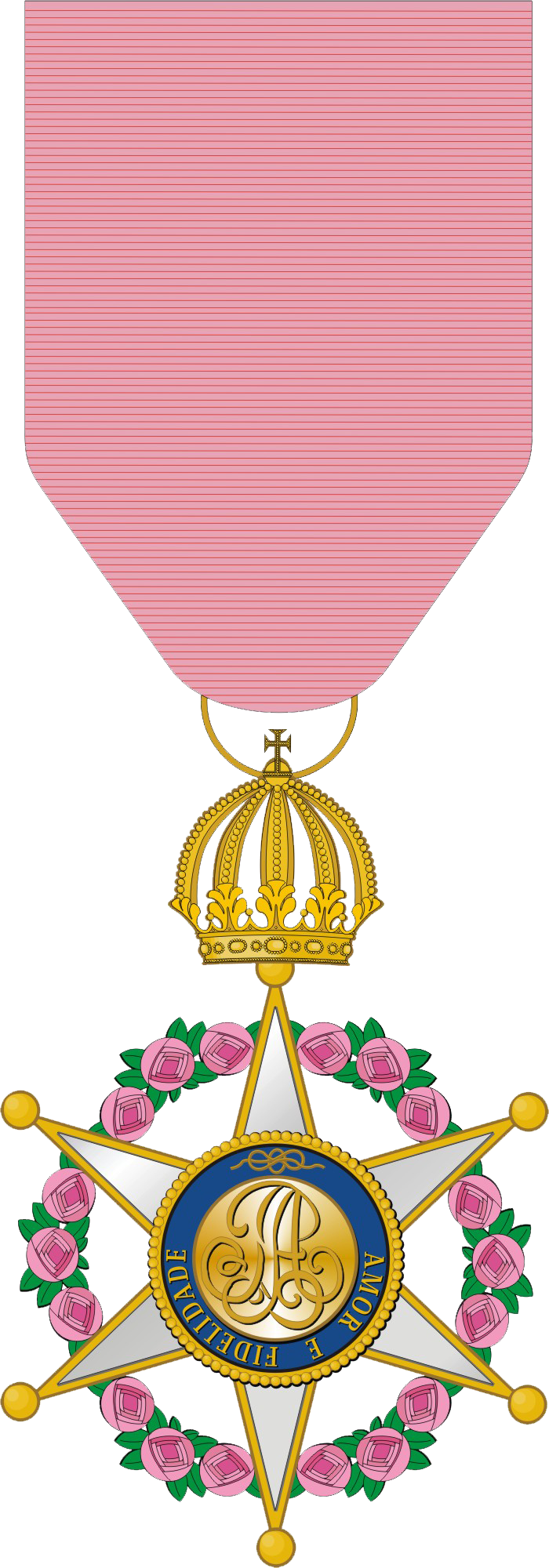
Řád ve třídě důstojníka
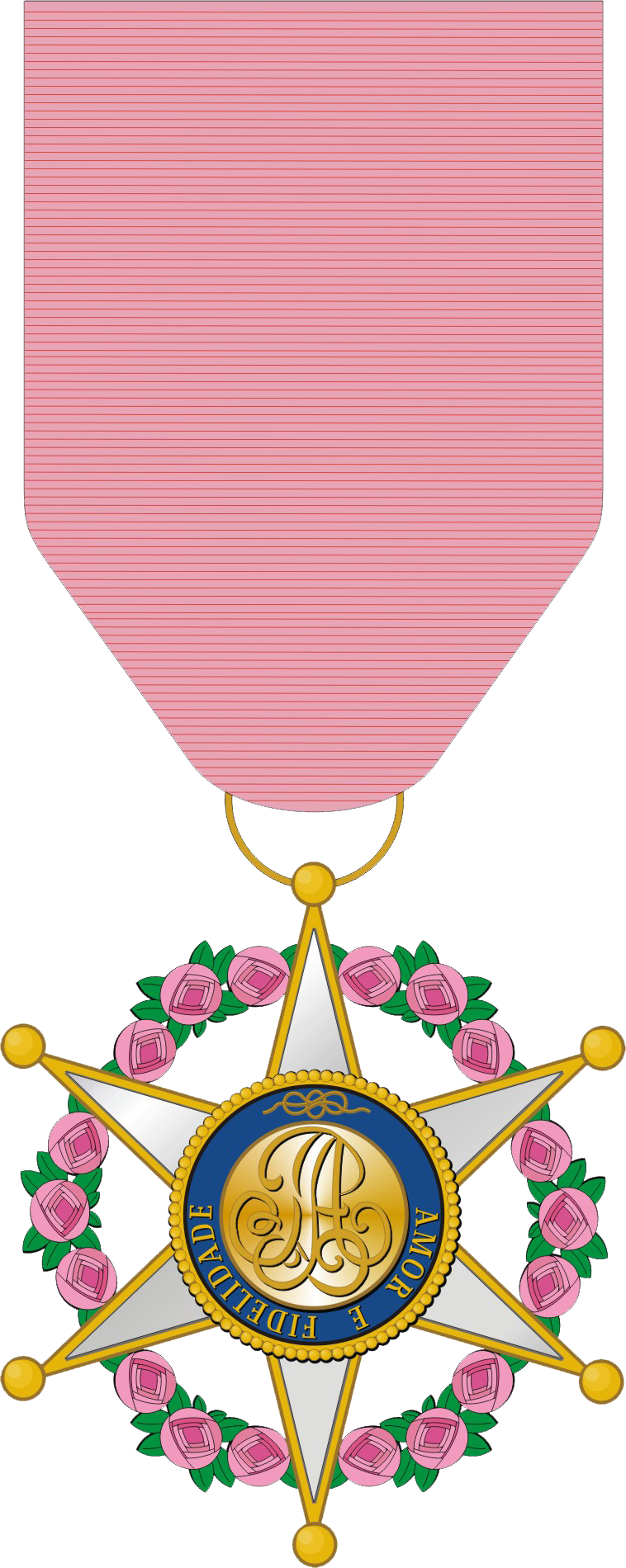
Řád ve třídě rytíře
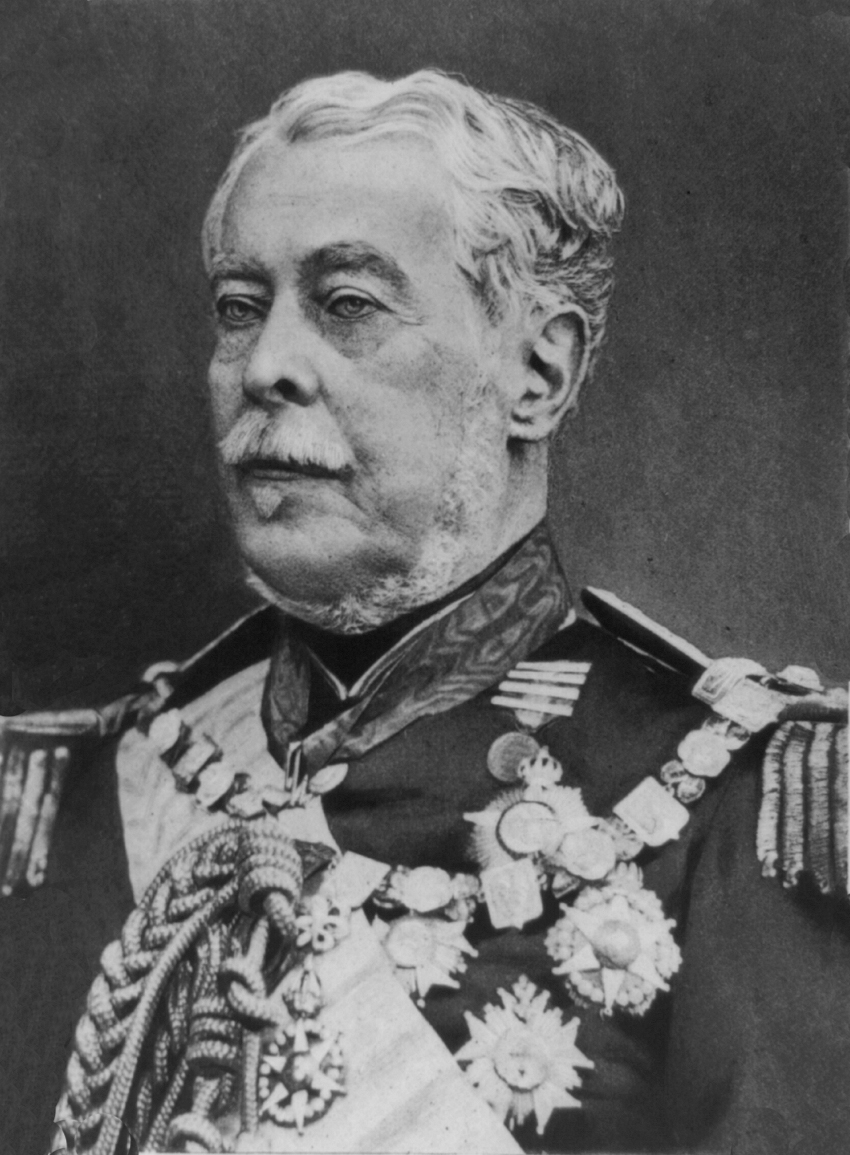
Luís Alves de Lima e Silva v uniformě zdobené mnoha řády včetně Řádu růže